# Йоанис Теофилактос
Йоа̀нис (Янис) Гавриѝл Теофѝлактос (на гръцки: Ιωάννης, Γιάννης Γαβριήλ Θεοφύλακτος) е гръцки политик от Коалицията на радикалната левица (СИРИЗА), депутат в Гръцкия парламент от септември 2015 година.

## Биография
Роден е през 1974 година в македонския град Кожани, Гърция. Завършва право в Солунския университет в 1996 година. В същия университет прави следдипломна квалификация в областта на европейското право и правата на човека и прави доктурантура в областта на правото на устойчивото развитие. В 1998 година става адвокат, а през 2006 година адвокат към Върховния съд. Два мандата от 2002 до 2008 година е член на Управителния съвет на адвокатската колегия в Кожани. Пише в местния печат. Генерален секретар е на Центъра за защита на потребителите в Кожани от 2004 до 2009, а от 2009 е председател на Центъра за Западна Македония.
Теофилактос е кандидат е от СИРИЗА за заместник областен управител (перифериарх) на Западна Македония през 2014 година. Избран е от СИРИЗА за депутат от избирателен район Кожани на изборите през септември 2015 година.